# Тан Гонхон
Тан Гонхон (кит. трад. 唐功紅, упр. 唐功红, пиньинь Táng Gōnghóng; род. 5 марта 1979, Яньтай, Шаньдун) — китайская тяжелоатлетка, выступающая в весовой категории свыше 75 килограммов. Олимпийская чемпионка, чемпионка мира.

## Биография
Тан Гонхон родилась 5 марта 1979 года.

## Карьера
В 1998 году Тан Гонхон выиграла золотую медаль на первом университетском Кубке мира в весовой категории свыше 75 килограммов. Китайская тяжелоатлетка подняла в рывке 112,5 килограммов, а затем толкнула штангу на 155,5 кг.
На чемпионате мира 1998 года Тан Гонхон не сумела повторить результат университетского турнира, однако всё равно завоевала золотую медаль с итоговым результатом 255 килограммов. В рывке она подняла 110 кг, а в толчке — 145 кг.
Спустя четыре года китаянка вновь приняла участие на чемпионате мира в Варшаве. Она улучшила свои результаты в обоих упражнениях, в рывке подняв 117,5 кг, а в толчке — 160 кг. Однако итоговой суммы в 277,5 кг ей хватило только для бронзовой медали. Золотую медаль выиграла Агата Вробель, участвующая на домашнем чемпионате.
Тан Гонхон вошла в состав сборной Китая на Олимпийские игры 2004 года в Афинах. В весовой категории свыше 75 килограммов китаянка улучшила лучшее собственное достижение в рывке, подняв 122,5 кг. Во втором упражнении она сумела превзойти на 22.5 килограмма свой результат чемпионата мира 1999 года, подняв 182,5 кг. Этот подъём стал новым мировым рекордом, прошлый принадлежал ей же и был установлен в апреле. С суммой 305 килограммов она завоевала золотую олимпийскую медаль, также улучшив собственный мировой рекорд на 2,5 килограмма. Китайская тяжелоатлетка опередила серебряного призёра Чан Ми Ран из Южной Кореи лишь на 2,5 килограмма.